# Тавропос
Тавропо́с (греч. Ταυρωπός ή Μέγδοβας) — река в Греции, в Кардице и Эвритании. Исток реки находится на склонах Аграфы. Впадает в водохранилище Кремасту, плотина которого построена в 1967 году. В водохранилище сливается с реками Аграфьотис и Ахелоос. Длина 78 километров. На реке есть водохранилище Тавропос, плотина которого построена в 1950-е годы.
Реку пересекает национальная дорога 38 Ламия — Карпенисион — Агринион, часть европейского маршрута E952.